# Nogomet u hrvatskom iseljeništvu i kod hrvatskih manjina
U hrvatskom iseljeništvu nogomet je značajnije zaživio 1960-ih. Ante Pavlović je najzaslužnija osoba za susrete hrvatskih domovinskih i iseljeničkih sportaša. Među ostalim, inicirao je i svjetsko prvenstvo klubova koje su utemeljili Hrvati izvan domovine. Najveće je rezultate postigao klub Toronto Croatia, čime je stekao čast uvrštenja u Kuću slavnih kanadskog nogometa (Canadian Soccer Hall of Fame), 5. lipnja 2010. godine.

## Poveznice
- Nogomet u Hrvatskoj
- Prvo svjetsko nogometno natjecanje hrvatskih iseljenika 2007.
- Hrvatske svjetske igre